# Schwarzenau (zámek)
Zámek Schwarzenau je zámek ve stejnojmenném městysu Schwarzenau v rakouské spolkové zemi Dolní Rakousy.
Renesanční zámek je uprostřed městysu a obklopen zámeckým parkem. Dřívější vodní příkop je dnes vysušený.

## Historie
Původně na stejném místě stál hrad Swarcenawe a byl poprvé zmíněný v roce 1150. Jeho stavebníkem byl v roce 1197 uvedený Pilgrim ze Schwarzenau, z družiny Hadmar II. z Kuenringu (1140-1217). Hrad byl původně vodní hrad se čtyřmi věžemi. Byl postavený na obranu staré cesty Horn – Schrems – Gmünd.
Držiteli byli lenní páni jako hrabě z Plain-Hardegg a hrabě z Görz-Tyrolska. V roce 1500 bylo panství zemského knížete.
Mezi lety 1580 a 1592 byl dnešní zámek postavený v renesančním slohu. Budoval se po částech. Stavebníkem byl Reichard Streun ze Schwarzenau (1538-1600), potomek pánů z Pilgrimu. Reichard byl na studiích v Padově a později působil jako diplomat a historiograf u dvora Matyáše Korvína (1443-1490). Styl stavby připomíná vily, které poznal v Itálii.
Až do roku 1636 zámek zůstal v držení rodiny "von Streun". V tomtéž roce bylo panství pro neutěšený finanční stav prodáno „Karlu Ulrici z Gänghofenu“. Právě v roce 1663 byl zámek na základě branné povinnosti útulkem před přibližujícími se Turky.
V roce 1664 „Georg Friedrich von Lindenspür“ koupil celé panství. Až do 20. století změnil zámek majitele, až došlo v roce 1939 k jeho konfiskaci. Po požáru v roce 1835 bylo východní křídlo zámku znovu postaveno. Také těžce poškozené jižní křídlo domu bylo rovněž restaurováno. Hodnotné štukové výzdoby provedené v 18. století v reprezentačních místnostech děkuje zámek „Františku Adamovi hraběti z Polheimu“.
Během druhé světové války byl využitý jako domov pro uprchlíky, potom byl převzatý Sovětským svazem. Tak jako v německém tak i v sovětském držení byl zámek postižen odcizením a přemístěním inventáře na jiná místa. Také část krovu shořela a příčky byly vytrhány.
Po uzavření Rakouské státní smlouvě přešel zámek do privátních rukou a byl znovu restaurován. Po roce 1991 byl opět přístupný pro veřejné výstavy.
Pozoruhodná na zámku je dvoupodlažní zámecká kaple, která sice v době poválečné okupace byla velmi poškozená, dnes je často využívána pro svatební veselky. Štukatérské práce prováděl Ital Giovanni Battista d'Allio v letech 1720 až 1732. Také nádherná prostranství, věže a v západním křídle zámku byla okrášlena štukovými výzdobami a vybavení, jako např. tzv. "herna" v severní věži je mramorovým sálem. Ale i pomocná budova jako dnešní zámecká vinárna, v dřívější jídelně pro honosné hostiny, byla vyzdobena štukovými ornamenty.